# Лікувальний будинок
Лікувальний будинок (англ. Home Cured) — американська короткометражна кінокомедія Роско Арбакла 1926 року.

## У ролях
- Джонні Артур — іпохондрик
- Вірджинія Венс — дружина іпохондрика
- Чік Коллінз
- Джордж Девіс
- Глен Кавендер
- Роберт Броуер
- Волтер С. Рід